# Coyote Peterson
Nathaniel Peterson, detto Coyote (Ohio, 1º settembre 1981), è uno youtuber e educatore statunitense.
Nathaniel "Coyote" Peterson è un educatore autodidatta della fauna selvatica e conduttore della serie di Animal Planet, "Coyote Peterson: Brave the Wild". È meglio conosciuto per i suoi contenuti su YouTube, per i quali raccoglie decine di milioni di iscritti e centinaia di milioni di spettatori, che includono animali e insetti il cui morso o puntura sono spesso fatali per l'uomo. Nei vari video, Coyote ha acquisito fama facendosi pungere o mordere in maniera coraggiosa, per mostrare al pubblico l'effetto del veleno o dei morsi di tali animali, anche rischiando la sua stessa vita.

## Carriera
In giovanissima età, Coyote si dimostrò particolarmente interessato allo studio degli animali, che era solito catturare durante le esplorarazioni all'aperto. Crescendo, frequentò la Notre Dame-Cathedral Latin High School, una scuola di avviamento all'università. Successivamente studiò cinema presso la Ohio State University, dove si laureò nel 2004. Essendo un esperto di animali completamente autodidatta, non possiede alcun titolo di studio o specializzazione in scienze biologiche e tanto meno alcun addestramento al riguardo e come tale i suoi metodi di manipolazione, in quanto altamente rischiosi, non dovrebbero essere imitati, qualcosa di cui lui stesso ha avvertito gli spettatori in più video. Coyote Peterson iniziò a pubblicare video sul suo canale YouTube, Brave Wilderness, nel 2014. Sul canale ospita diverse serie tra cui: Breaking Trail, che ha vinto un Emmy Award 2015 per i programmi per giovani, Dragon Tails, Coyote's Backyard, Beyond the Tide e sul posto. Conduce molti altri dei suoi canali YouTube tra cui Breaking Trail, Beyond the Tide, Dragon Tails, Base Camp, Blue Wilderness, On Location e Coyote's Backyard. I suoi video sono stati girati in paesi che includono Costa Rica, Australia, Nuova Zelanda, Sud Africa, Giappone, Bahamas e Stati Uniti. La sua squadra include Mark Vins e Mario Aldecoa.

## Coyote Peterson: Brave the Wild
Il programma "Coyote Peterson: Brave the Wild" è stato trasmesso in Italia attraverso una serie di puntate andate in onda su DMAX (Italia) tra giugno e agosto 2020, dal titolo "Il re della giungla"
Uno dei video YouTube più popolari della serie lo mostra scaraventarsi a terra e contorcersi a seguito dei dolori lancinanti, provocati dal pungiglione e dal veleno del falco della tarantola, una vespa gigante che è considerata la "seconda puntura più dolorosa" di qualsiasi altro insetto.
Per i primi secondi Peterson non è nemmeno in grado di parlare. Si limita a urlare e rimane immobilizzato a terra. Nonostante il dolore straziante, la salute di Coyote non è stata messa a repentaglio.